# 天链一号03星
天链一号03星是中国的第三颗地球同步轨道数据中继卫星。北京时间2012年7月25日23时43分，西昌卫星发射中心用“长征三号丙”运载火箭将“天链一号03星”顺利发射升空，并成功送入太空预定轨道。该次卫星发射，是中国“长征”系列运载火箭第166次航天飞行。

## 功能
经过一段时间在轨验证和系统联调后，“天链一号03星”与01星、02星实现全球组网运行，建成比较完备的中继卫星系统。该系统进一步提高中国载人航天飞行任务的测控覆盖率，为中国神舟飞船以及未来空间实验室、空间站建设提供数据中继和测控服务。同时，还将为中国中、低轨道资源卫星提供数据中继服务，为航天器发射提供测控支持。

## 意义
天链一号03星的成功发射，实现了“天链一号”卫星星座全球组网运行，标志着中国第一代中继卫星系统正式建成。

## 研发单位
“天链一号03星”由中国航天科技集团公司所属中国空间技术研究院为主研制。